# Сибірський тур (Океан Ельзи)
Сибірський тур — концертний тур гурту «Океан Ельзи», який відбувся в містах Росії у вересні 2006 року.

## Дати туру
| 1 | 6 вересня 2006  | Томськ       | Росія | Палац спорту    |
| 2 | 7 вересня 2006  | Кемерово     | Росія | Цирк «Бу-га-га» |
| 3 | 8 вересня 2006  | Новосибірськ | Росія | Клуб «Отдых»    |
| 4 | 9 вересня 2006  | Красноярськ  | Росія | Палац спорту    |
| 5 | 11 вересня 2006 | Іркутськ     | Росія | Палац спорту    |